# Willem van Saksen-Weimar
Willem van Saksen-Weimar (Altenburg, 1598 – Weimar, 1662) was een zoon van hertog Johan III van Saksen-Weimar en Dorothea Maria van Anhalst-Zerbst. Samen met zijn broers volgde hij in 1605 zijn vader op als hertog van Saksen-Weimar. Omdat Willem nog niet meerderjarig was kreeg hij pas in 1620 de titel van hertog van Saksen-Weimar. Bij de verdeling van 1641 kreeg Willem Weimar en Jena zodat het nieuwe hertogdom Saksen-Weimar ontstond. Na de dood van zijn broer Albrecht in 1644 ook Saksen-Eisenach. Doordat hij vroeg partij gekozen had voor Gustaaf II Adolf van Zweden, had hij een snelle militaire carrière gemaakt, die evenwel was blijven steken na de dood van Gustaaf Adolf in 1632.
Willem was op 23 mei 1625 gehuwd met Eleonora Dorothea van Anhalt (1602-1664), dochter van vorst Johan George I van Anhalt-Dessau, en werd vader van:
- Willem (1626-1626)
- Johan Ernst II (1627-1683)
- Johan Willem (1630-1639)
- Adolf Willem (1632-1668)
- Johan George (1634-1686)
- Wilhelmina Eleanora (1636-1653)
- Bernhard (1638-1678)
- Frederik II (1640-1656)
- Dorothea Maria (1641-1675), gehuwd met hertog Maurits van Saksen-Zeitz.

Na de dood van hertog Willem van Saksen-Weimar in 1662 werd hij opgevolgd door zijn vier zoons. Zij resideerden respectievelijk te Weimar, Eisenach, Marksuhl en Jena, maar besturen het vorstendom Weimar gemeenschappelijk.
Vervolgens sloten de drie broers (Adolf Willem was inmiddels overleden) op 25 juli 1672 een delingsverdrag, waarbij drie deelhertogdommen ontstonden: Johan Ernst kreeg Saksen-Weimar, Johan George I Saksen-Eisenach en Bernhard Saksen-Jena.